# Tröllkonuhlaup
Tröllkonuhlaup (in lingua islandese: corsa della donna troll) o Tröllkonufoss è una piccola cascata situata nella regione del Suðurland, nella parte meridionale dell'Islanda.

## Descrizione
La cascata è situata lungo il corso del fiume Þjórsá a est del monte Búrfell, circondata dal campo di lava di Merkurhraun; il vulcano attivo Hekla  è a pochi chilometri di distanza. 
La cascata ha un salto di soli 2 metri, ma il fiume in questa zona ha una larghezza di 150 metri nella parte nord-occidentale, interrotta da tre rocce oltre le quali il flusso riprende per altri 40 metri. 
Tröllkonuhlaup è situata a est di Selfoss, in una zona ricca di cascate e cascatelle, non lontano dal monte Burfell. A circa 3 km a valle si trova la più conosciuta cascata Þjófafoss.

## Etimologia
La cascata deriva il suo nome da un racconto popolare islandese. A circa 10 chilometri a sud della cascata si trova la fattoria Læakjarbotnar, dove un tempo viveva un certo Gissur. Egli udì un giorno la voce di una donna troll che gridava dal monte Búrfell: "Sorella, prestami una pentola"
 
dal monte Bjólfell udì rispondere: "A cosa ti serve?"

"Per cucinare un uomo!"

"Chi è quest'uomo?"
 
"Gissur di Lækjarbotnar".
 
La troll gettò poi alcune rocce vicino alla cascata Tröllkonuhlaup per poter attraversare a salti il fiume Þjórsá e cercare di catturare Gissur, che però riuscì a sfuggire. Queste rocce sono ora chiamate le rocce Tröllkonuhlaup.

## Accesso
Da Selfoss si segue la Hringvegur, la grande strada ad anello che contorna l'intera Islanda, e si prende l'uscita per la strada serrata S26 Landvegur, che si segue per 44 km. La cascata è situata appena 300 metri a ovest della S26.